# Mikronemzetek zászlóinak képtára
Ez a szócikk a mikronemzetek – azaz az el nem ismert államszerű, természetükben rövid életű entitások – zászlóinak képtára.
Ennek a szócikknek nem célja az összes mikronemzet zászlajának felsorolása, kizárólag azoké szerepel, melyek fizikai létezése fényképesen vagy történeti forrásokon keresztül igazolható.

Araucania és Patagónia
Atlantium
Aeterna Lucina
Bumbunga
Kagyló Köztársaság (Conch Republic)
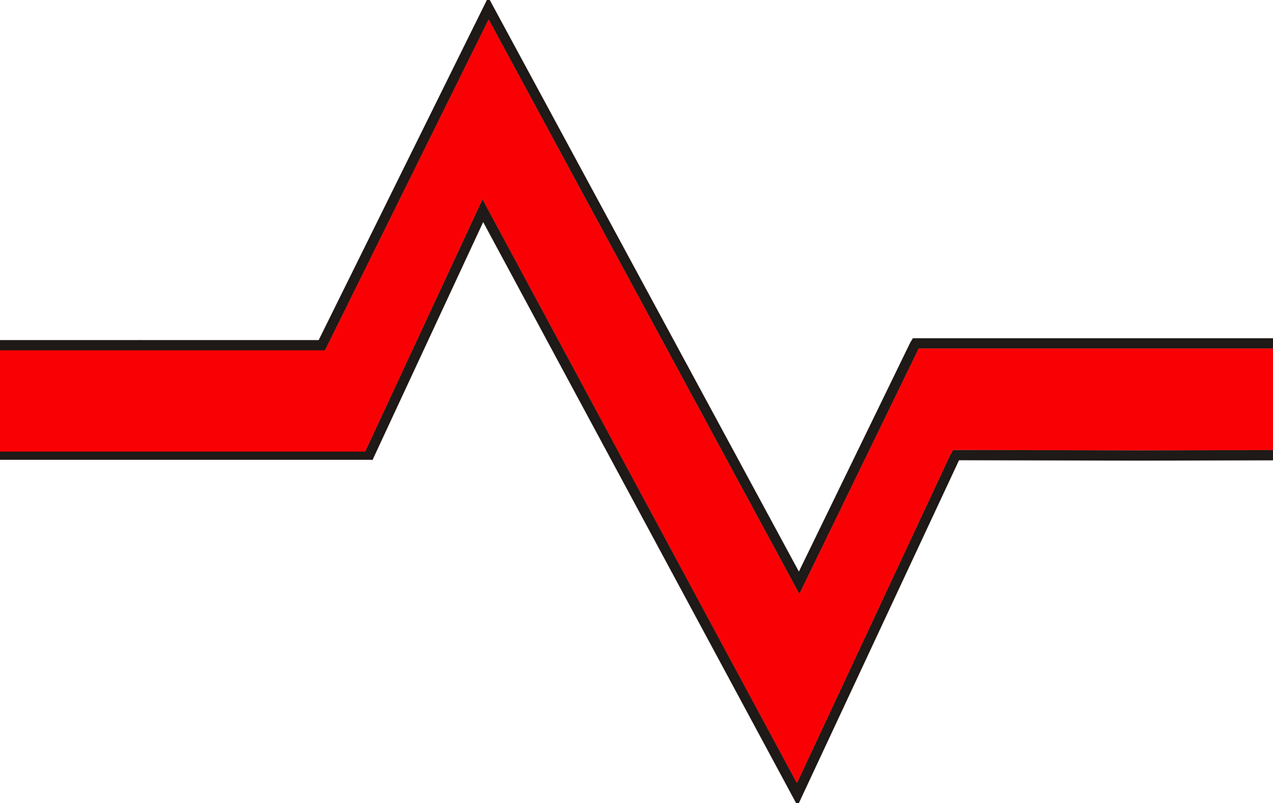
Elgaland-Vargaland
Elleore
Lovely
Minerva
Új Afrika
Redonda (mikronemzet)
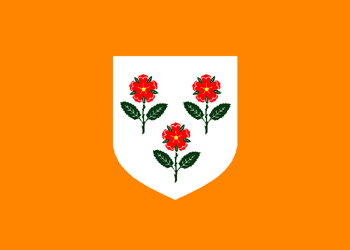
Rózsa-szigeti Köztársaság
Pontinha Hercegség
Sealand
Seborga
Sedang
MMBS Rangi Köztársaság

## Lásd még
- https://micronations.wiki/wiki/Rank_Republic_of_MMBS

- https://mmbsmicronation.org/